# レーシングカー

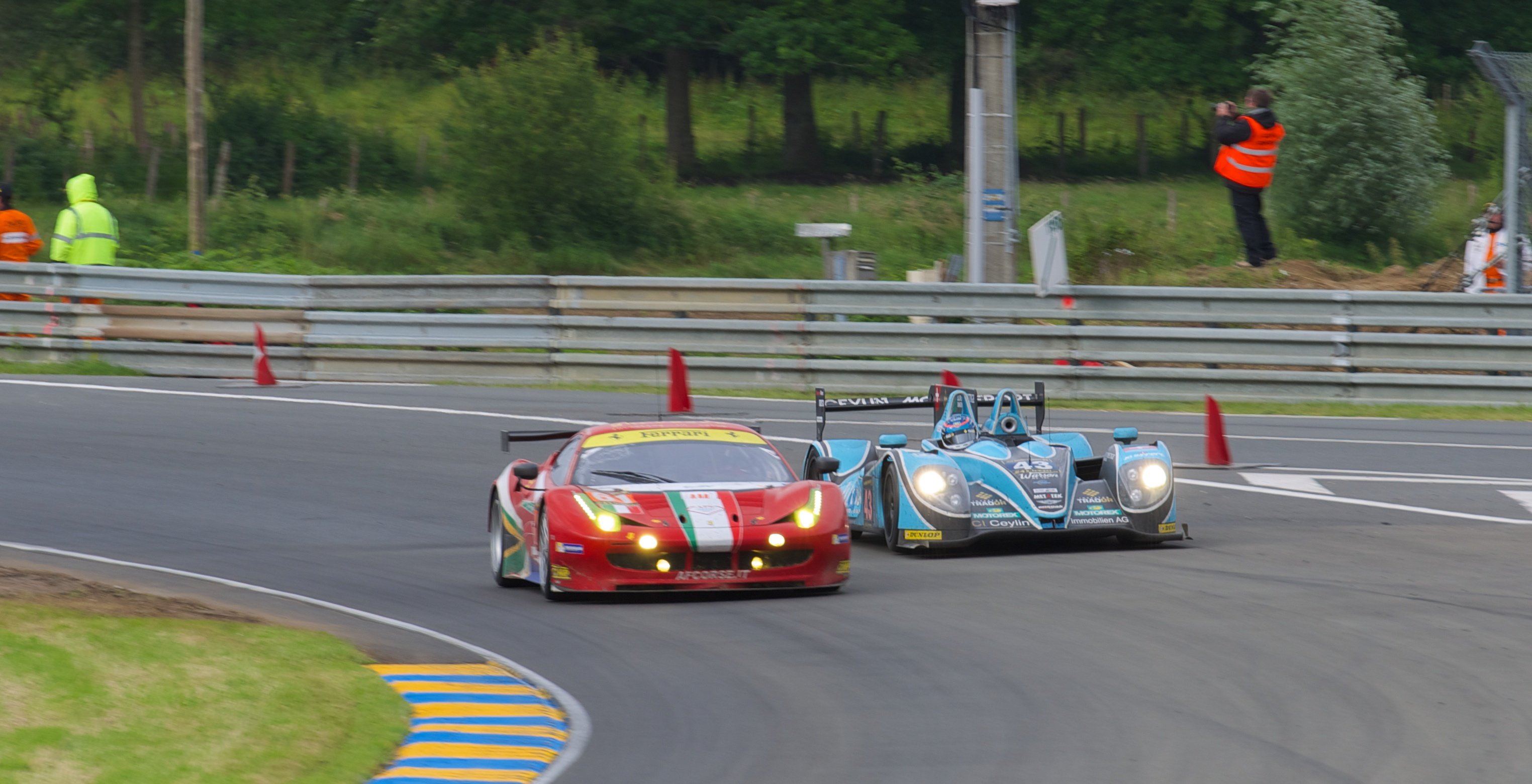
耐久レースでは異なる規格のレーシングカーが同時に走ることが多い

レーシングカー（Racing car）とは、レース（競走）競技目的の自動車である。特に四輪のものを指す。

## 概要

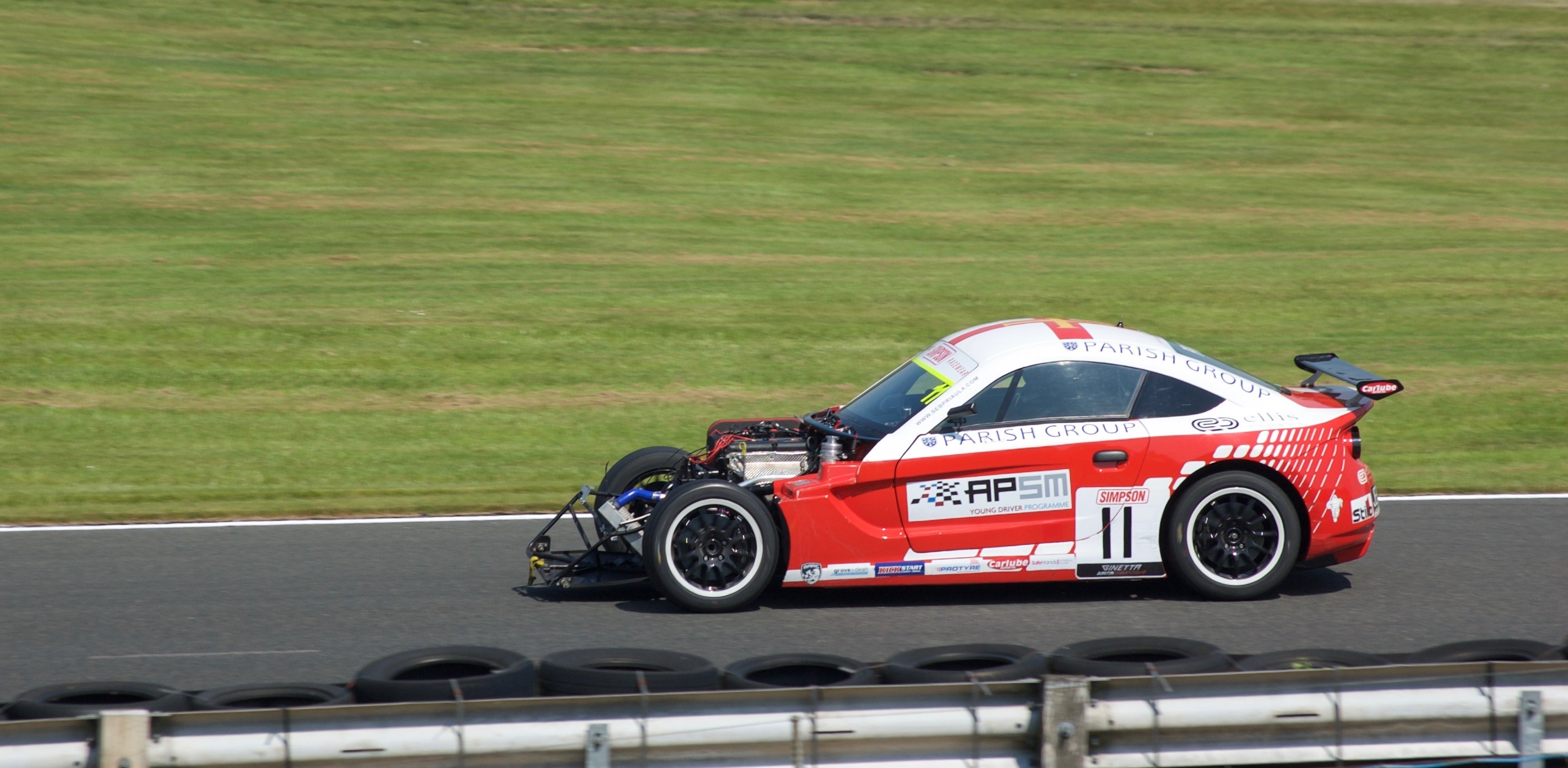
フロントカウルが吹き飛び、エンジンむき出しで走行を続けるレーシングカー。観戦者からは「エンジン冷却性能が向上した」「空冷を導入した」などと言って面白がられる

モータースポーツには多様な種類の競技があり、それらごとのレギュレーション（ルール、規則）に合わせてレーシングカーが作成される。スポーツカーはもちろん、セダン、コンパクトカー、SUV、ピックアップトラック、貨物トラック、バギー、さらにはフォーミュラカーやドラッグカーのように市販車には存在しない形状など多種多様なレーシングカーがある。基本的には国際自動車連盟（FIA）や各国のASN（日本でいえばJAF）がそれらのレーシングカー規則の大枠を作成しており、通常はそれに沿って製作される。
レーシングカーの開発・製造を業務としているレーシングチームや企業をコンストラクターと呼ぶ。また、特に市販車メーカーが市販車をベースもしくはモチーフとしたレーシングカーを開発している場合はマニュファクチャラーとも呼ばれる。
レース参加者たちは必ずしも自分たちでレーシングカーを開発しているわけではなく、コンストラクターやマニュファクチャラーから完成状態のレーシングカーを購入したり、OEM供給を受けたりする場合もある。近年はレーシングカーの販売もひとつのビジネスとして成り立っており、販売側はいかに安価で戦闘力のあるレーシングカーを量産するか、顧客に良質なアフターサービス（サービススタッフの派遣やメンテナンス、スペアパーツの供給など）を提供するかに知恵を絞っている。
使い終わった後のレーシングカーは他の弱小レーシングチームに売却することで、売った側は新型を開発・購入する資金を得て、買った側は戦闘力は劣るが安い"型落ち"のレーシングカーを手に入れられるという、市販乗用車の中古車市場に近い実態がある。
全参加者が同じレーシングカーを購入して競うレースを『ワンメイクレース』、各参加者で異なるレーシングカーの使用が認められている場合は『マルチメイクレース』と呼ぶ。
なおサーキット向けでも、『サーキット走行専用車』という呼称の場合は個人が購入してサーキットや私道を楽しんで走ることが前提であるため、レーシングカーとは区別される。

## 市販乗用車（公道車）との違い

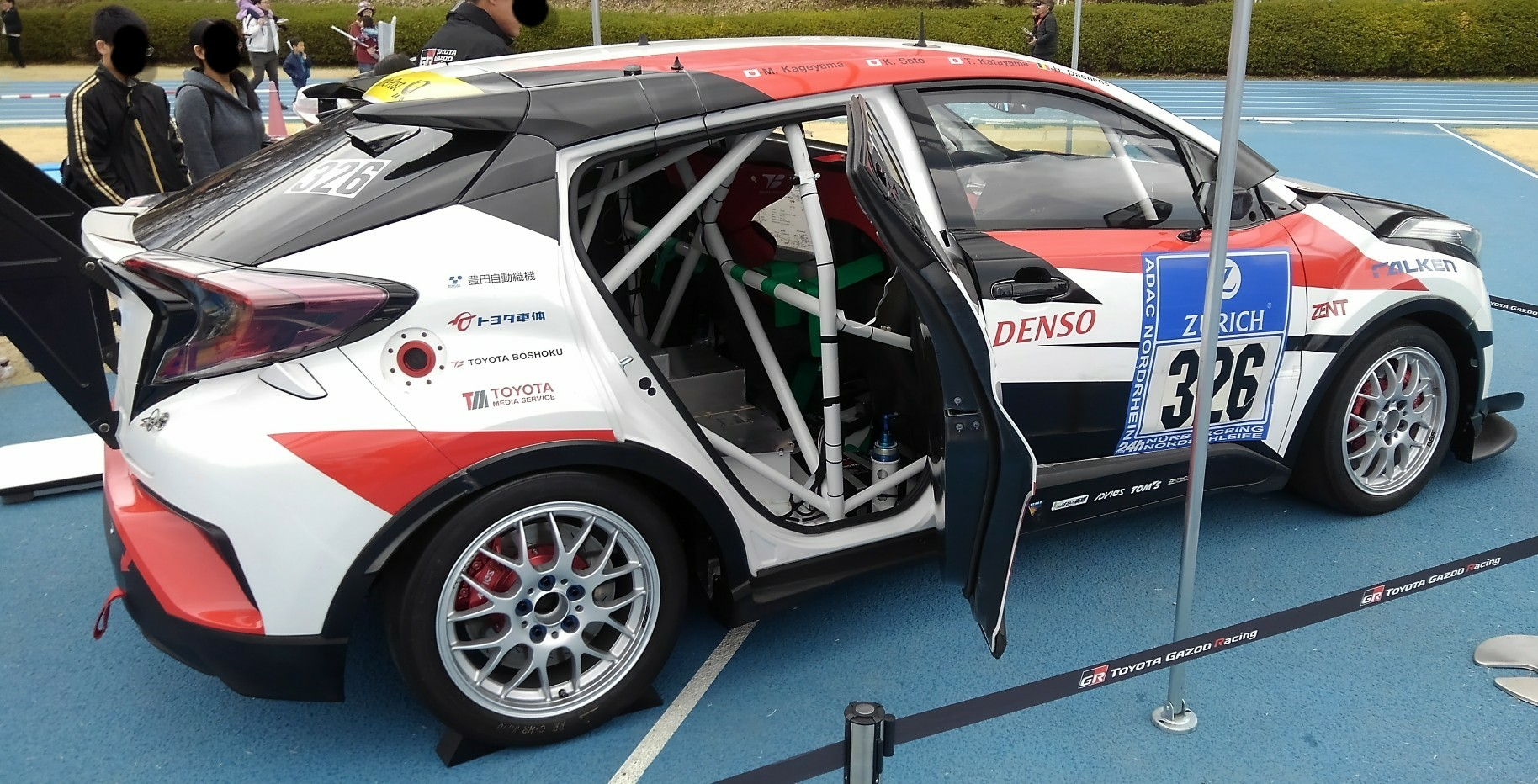
後部座席を取り外して、ロールケージを装着している

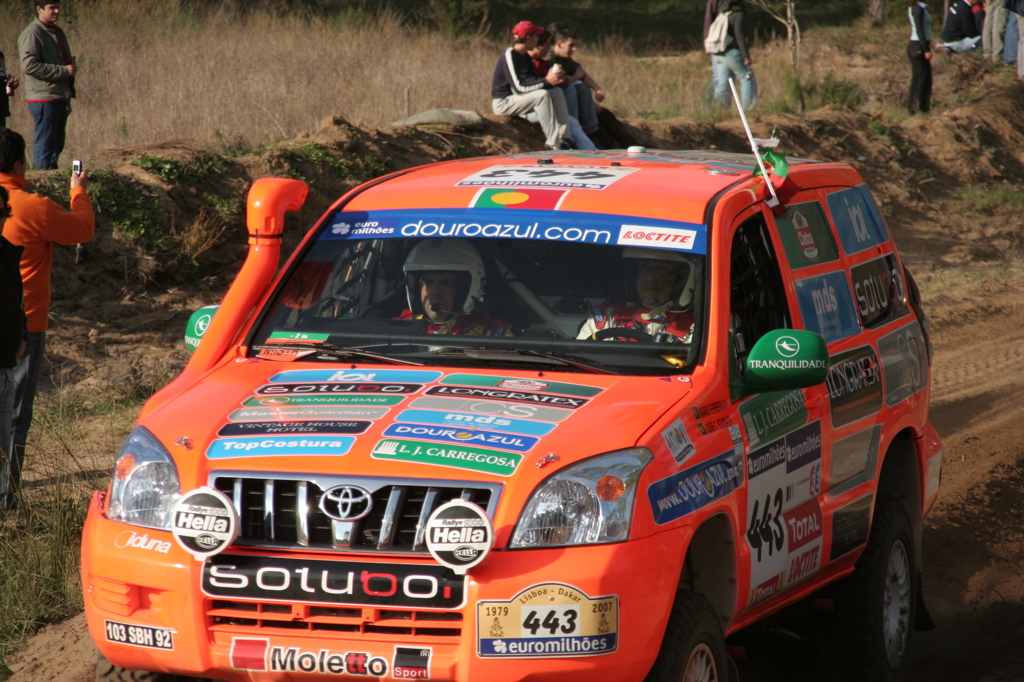
ラリーレイドの市販車無改造クラスでも、エンジンが粉塵を吸わないための改造（車両右側のパイプ）等は認められる

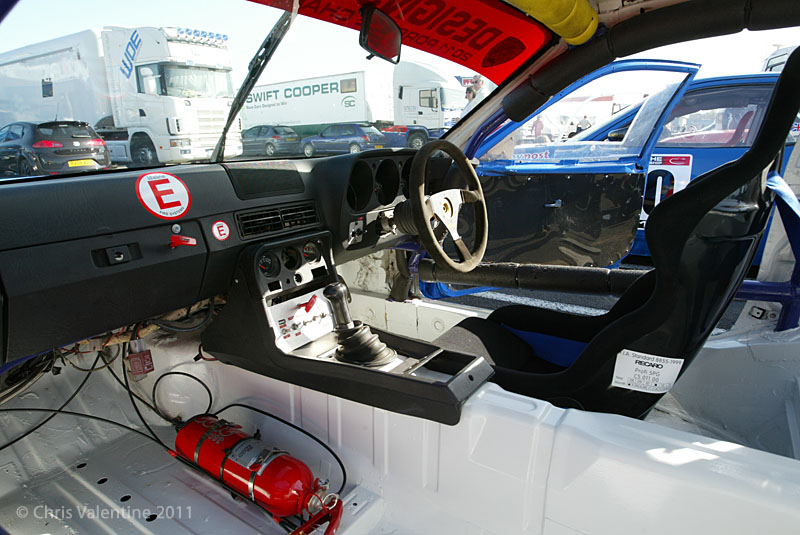
不要物は徹底的に排除するため、鉄板が剥き出しになる

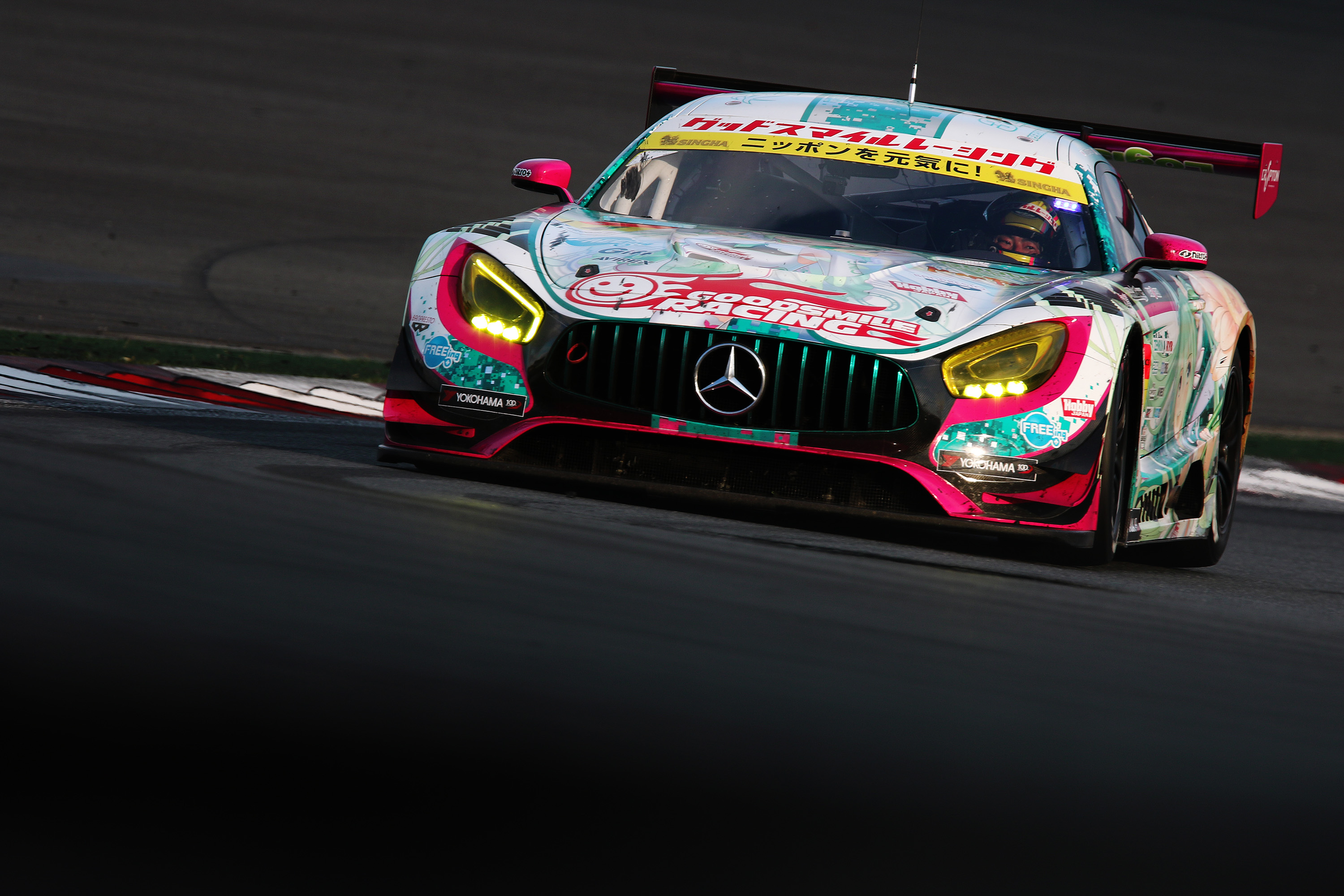
痛車のレーシングカーの例

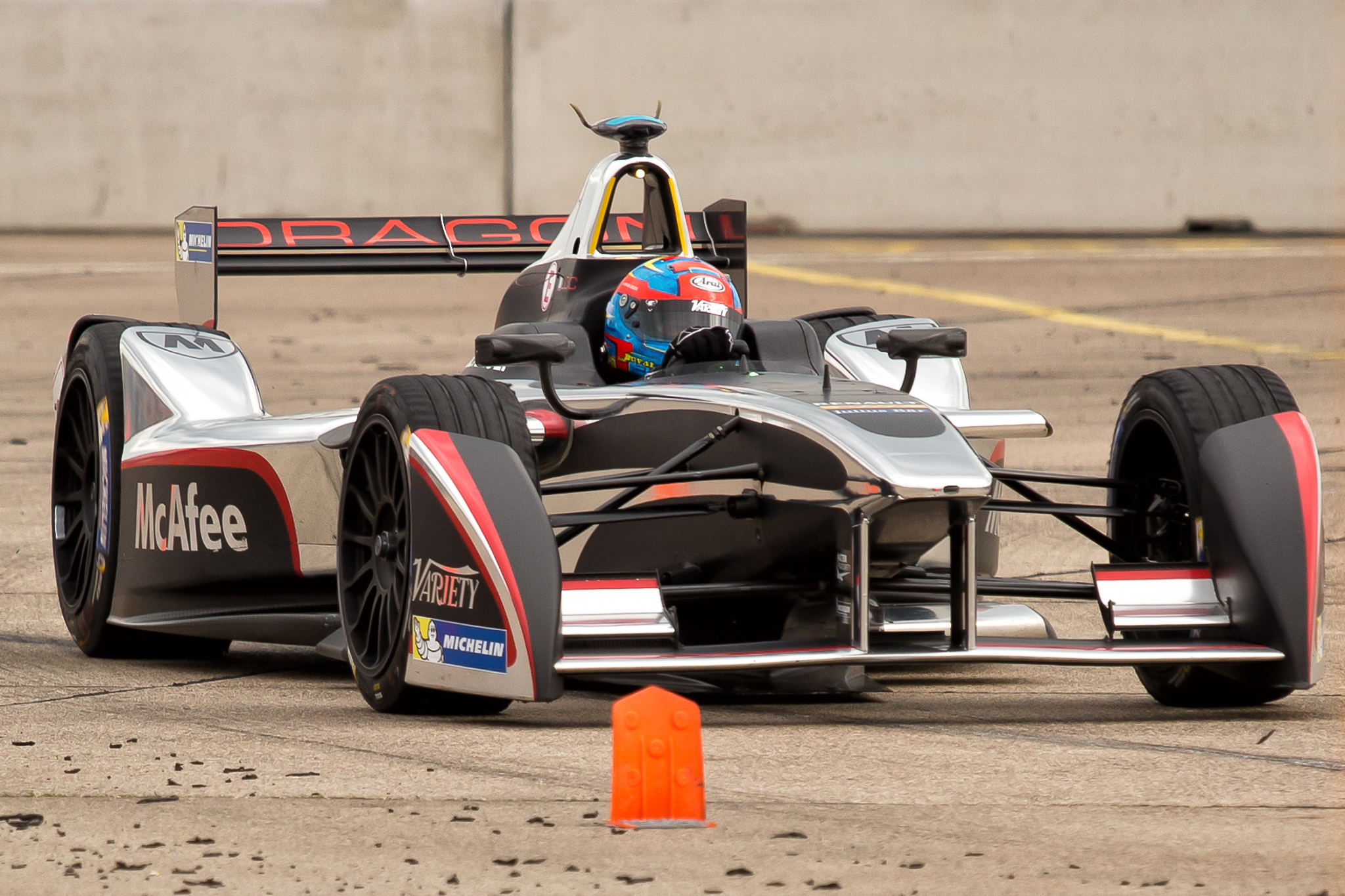
フォーミュラEでは晴れも雨も同じタイヤにすることでコストを削減している

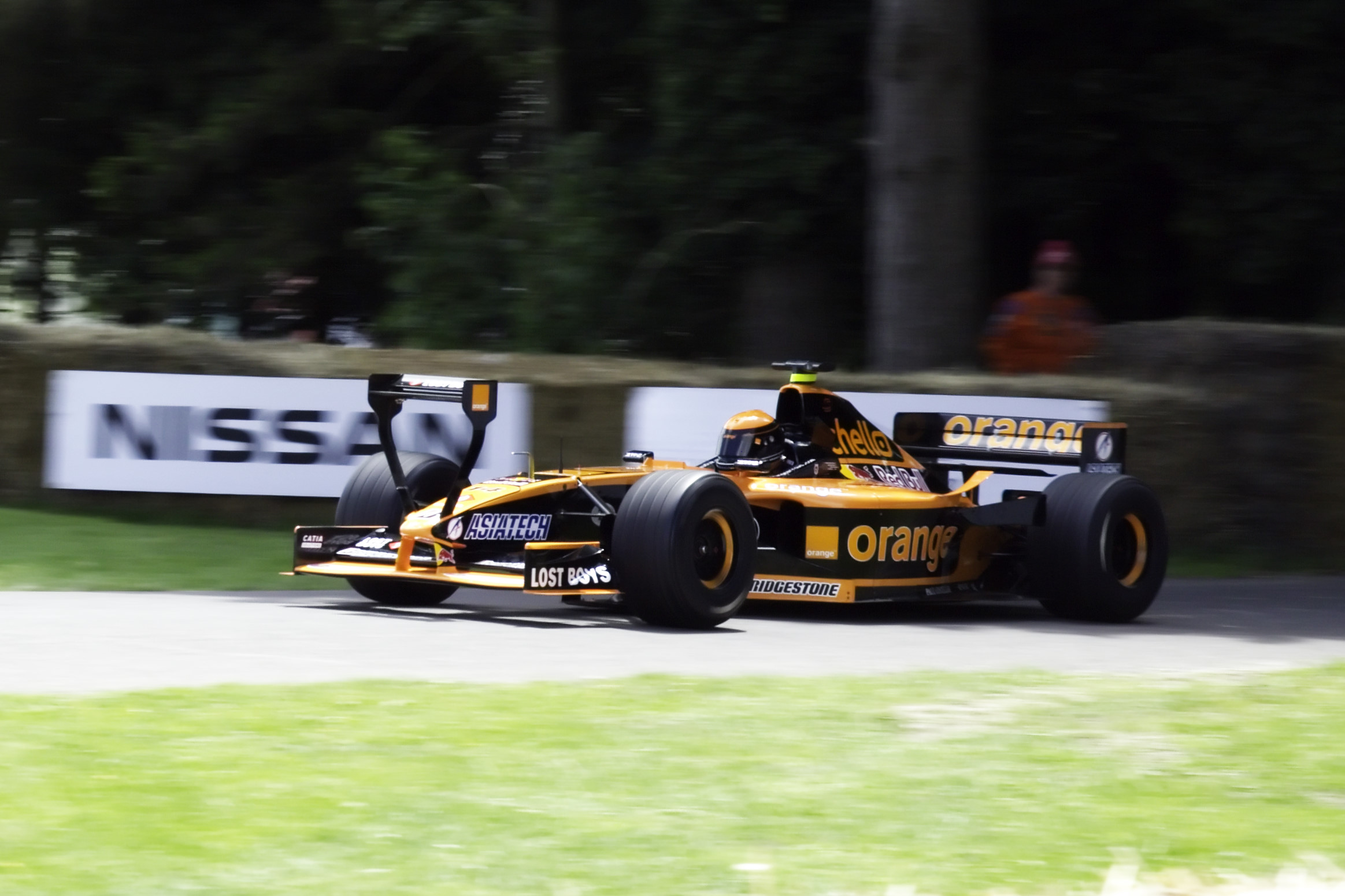
フロント上部に小型ウィングを取り付けたアロウズ・A22。空力の追求はレーシングカーの至上命題の一つであるが、追求しすぎるあまりにとんでもなく奇抜なスタイルのマシンが登場することもある

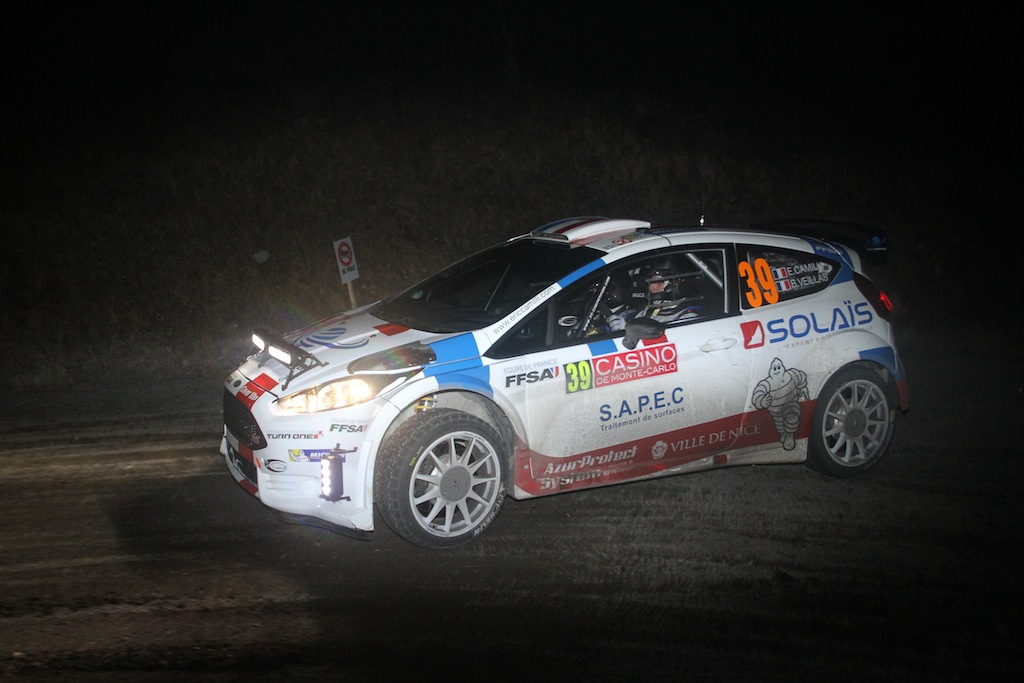
ボンネットにライトを追加したラリーカー

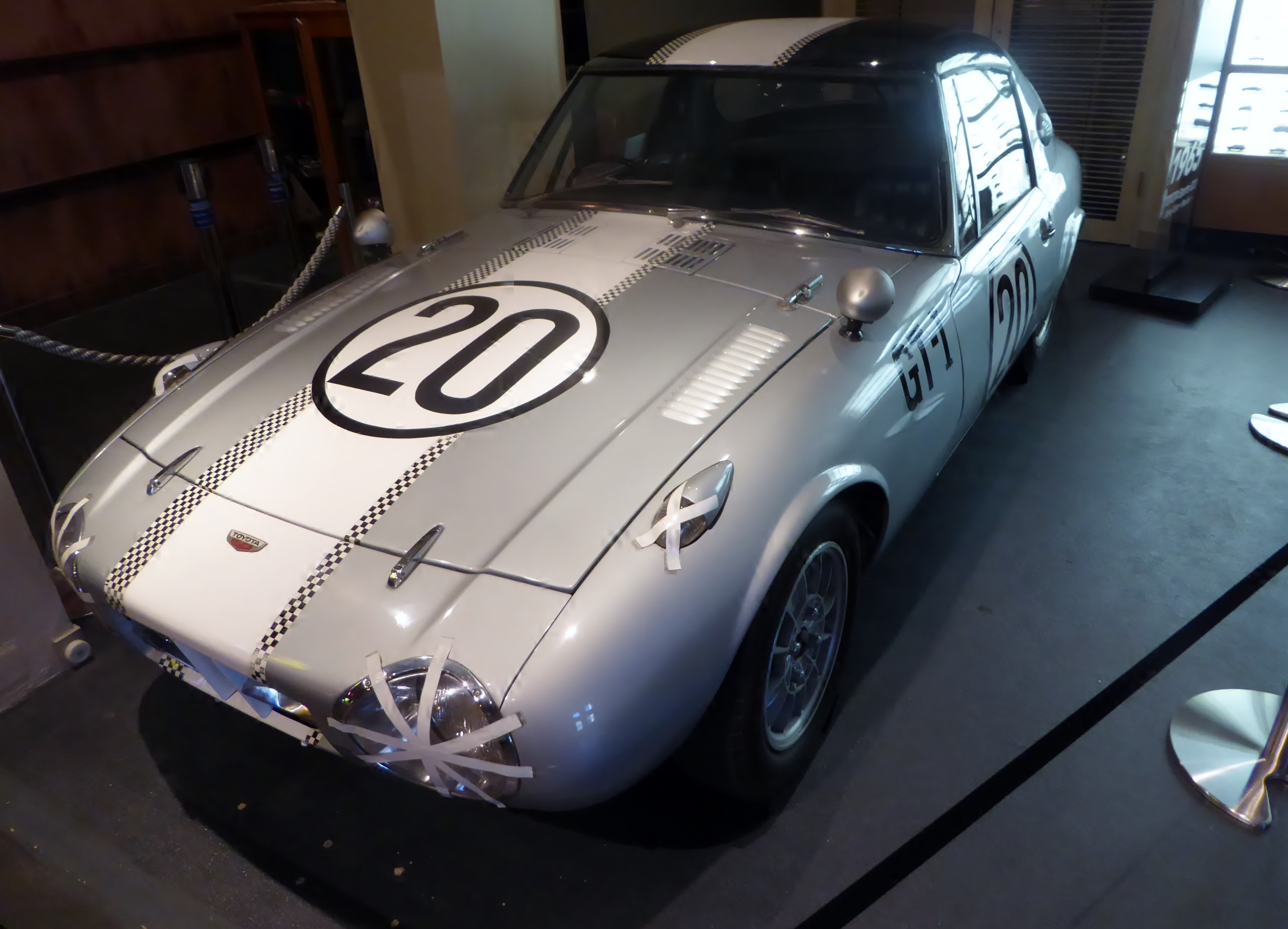
トヨタ・スポーツ800。圧倒的な燃費の良さから、500km耐久レースで一度も給油のために止まることなく格上たちに勝利した

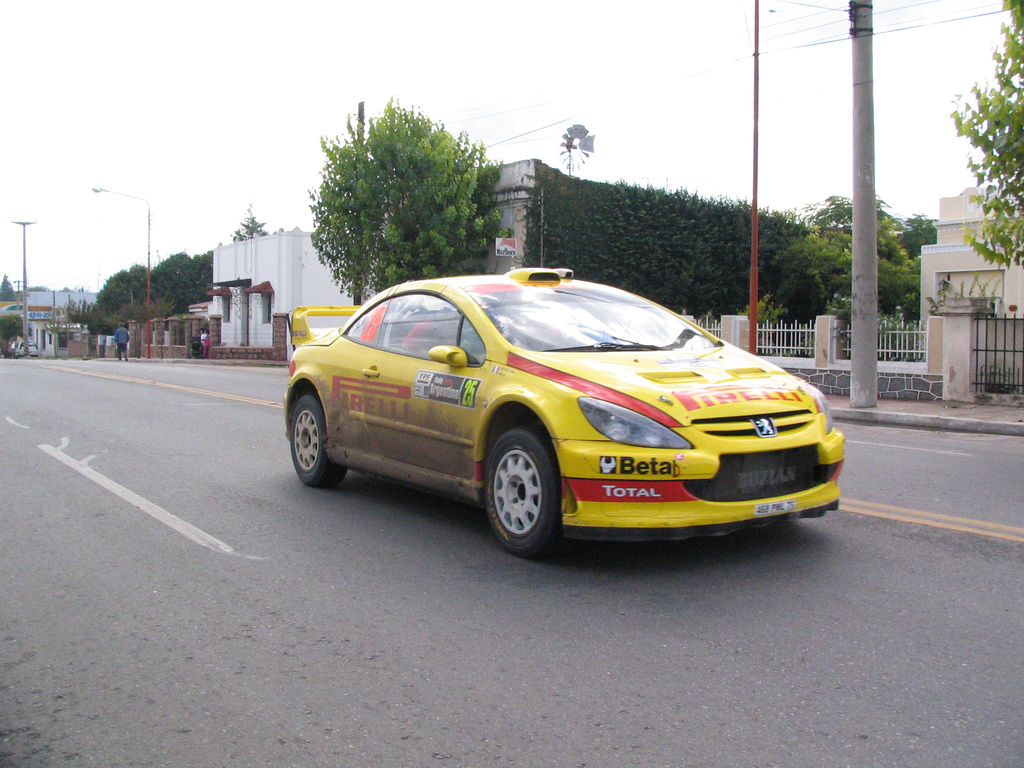
公道を移動するラリーカー

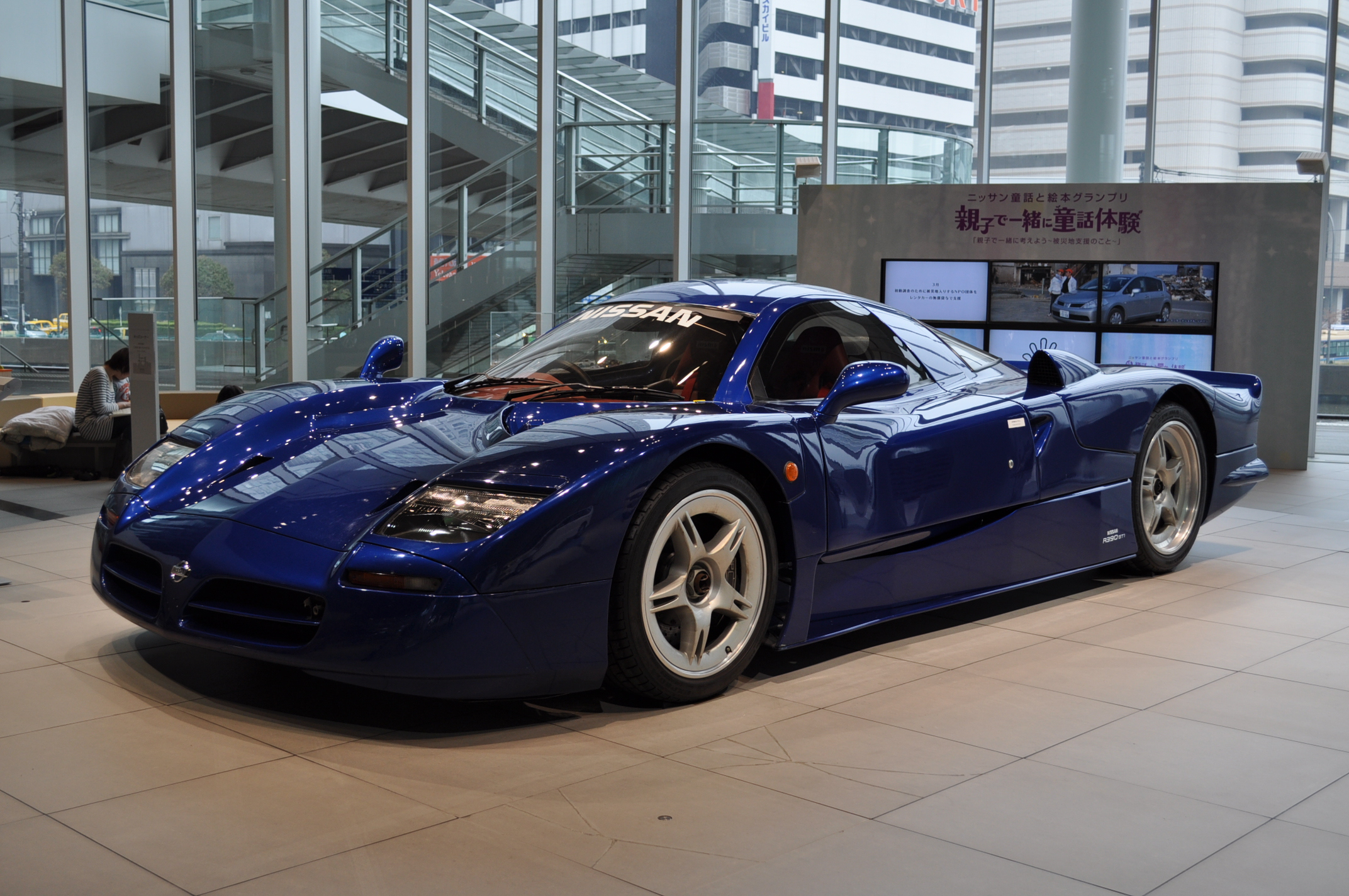
LM-GT1規定の日産・R390の公道バージョン。1台のみの生産で、市販には至らなかった

安全面
公道車とレーシングカーで必ず異なるのが安全装備である。カテゴリによって装備の種類に差はあるものの、たとえ「市販車無改造」を謳っていても、ロールケージや6点式シートベルトのフルバケットシート、HANSデバイス（首元の防具）といった、安全に関する改造はあらゆる競技で必ず義務付けられる。これらの安全装備の多くはFIAや各国ASNの定めた基準をクリアしたものの採用が義務付けられるのが一般的である。
エンジンやタイヤの熱にドライバーが長時間晒されるようなレースでは、口元にホースを通してボタン一つで水分補給ができる、ドリンク機能の装着も認められる。
性能面
レーシングカー規則の多くは空力・足回り・電子制御などのチューニングやボディの軽量化などについては規制が緩い傾向にあり、実用性や快適性の一切を排除して限界まで速さを追求できる。「市販車無改造」を公称するレースでも、助手席・後部座席・エアコン・エアバッグ・防音材などの取り外しや窓ガラス・サスペンション・ブレーキパッドなどのパーツの素材を変える程度の改造は認められている場合も多く、実際には市販車そのままの戦闘力ではないことがほとんどである。こうした要素から、コーナーリングスピードやブレーキ性能では確実に市販車より優れている。
一方でエンジンに関しては安全やコスト、性能調整などの観点から、必ずしもレーシングカーの方が高出力というわけではない。LM-GTEやGT3のように高性能な市販車をベースとする規定では、規則に合わせてエンジンをデチューンしたり、ハイブリッドシステムを降ろさなければならない場合がある。逆にJAF-GTやWRカーのように、市販車のエンジンを大幅にチューンアップしたり、倍以上の大きさのエンジンに積み替えられるケースもあり、この辺りは規定によって全く異なる。
駆動形式についてもエンジンと同様で、市販車が4WDでも2WDへの換装を求められる場合や、反対に市販車が2WDでも4WD化してよい場合もある。
内装
トップカテゴリではステアリングホイールには燃料の濃さやタイヤの内圧を調節できるスイッチ・ダイヤル類が備わっていたり、ブースト圧やエンジン冷却水の温度が分かるメーターが装着されていたり、ピットとの交信機器が備わっていたり、中には後方カメラも装着されるものもあったりと、レースで必要なあらゆる情報把握や微調整が可能となっている。
また重量物は慣性モーメントを小さくするため、可能な限り中央かつ低めに配置される。同じ理由で座席も可能な限り下方へと下げられるため、前方下はほとんど見えないことが多い。クーラーは軽量化のため装着されないことが多く、防音材も全て取り外されるため、快適性はすこぶる悪い。
外装
レースの活動資金は個人の持ち出し金では限界があるため、基本的には複数の企業とのスポンサー契約が不可欠である。また限られた場所での使用となるため景観や他人の目を気にする必要はなく、エンターテイメント性に力を入れやすいため、概して派手になりやすい。いわゆる痛車のレーシングカーが近年増加しているのも、そうした事情と無関係ではない。
また派手なウィングやフェンダー、大径のホイールなどが装着されるが、これはたいてい空力面でメリットがあるためで、見た目だけのものではない（後述）。
タイヤ
プロレベルのサーキット用レーシングカーは、乾いた路面では『スリックタイヤ』と呼ばれる、溝のないつるつるのタイヤを履く。雨が降っている場合は排水性の高い溝付きの『レインタイヤ』に履き替えてタイヤを使い分ける。これらはいずれも性能を発揮できる温度が異なっており、特にスリックタイヤはある程度走って熱を入れないとスピンの原因になる。
ラリーのように公道を走る競技では、タイヤも公道規則に合致するものが求められる。特にスパイクタイヤは国によって禁止か否かが異なり、禁止されている日本ではスノーラリーでもスタッドレスタイヤを装着する。
レーシングカーの構造部品で唯一地面に接しているタイヤは最も消耗の激しい部品の一つで、1度の週末で何度も交換することになる。
空力
スポーツカーを除き市販車の空力は燃費向上のため空気抵抗を低減させるのが第一となるが、レーシングカーの空力開発はこれに加えてダウンフォースをいかに得るかの戦いとなる。ダウンフォースとは空力によってマシンを地面に抑え付ける力で、レースの中でタイヤ・ブレーキの性能を限界まで引き出すために必要不可欠な要素である。ダウンフォースと空気抵抗は基本的には二律背反の概念で、コースによってはダウンフォースを少なくしてでも空気抵抗を低減するほうが速い場合もあるため、両者のバランスを調整するのはエンジニアの腕の見せどころとなる。
サスペンション
コーナーを攻める必要のない市販車では、乗り心地を重視した柔らかめのサスペンションセッティングにされるのが普通である。しかしレーシングカーでは重心を下げるためにサスペンションストローク量を減らして車高を落とすため、乗り心地は硬くなる。だが無闇矢鱈に固くすると車体が跳ねてタイヤの接地性が悪くなってしまうので、少ないストローク量でしなやかに動くショックアブソーバーを用いる必要がある。これを実現するには当然高度な技術とコストが必要となる。サスペンションのセッティングは前述の空力のセッティングと併せて行われるものであり、非常に奥深いものである。
電子デバイス
現代の市販車で義務付けられているTCSやABS、ESCといった運転の補助のための電子デバイスは、トッププロのレーシングカーでは禁止されている。カテゴリによってはパワーステアリングすら禁止されている場合もある。これはドライバーにラフな運転を許さず、ドライビングテクニックのバトルを演出するためである。ただしアマチュアドライバーが乗ることが前提に開発されるグループGT3や一部のTCRでは、アマチュアが楽しみやすいようにするためや安全のためTCSとABSが認可されている。
灯火類
市販車をベースに改造する競技では基本的にヘッドライトが装着される。十分な照明設備の無い公道を走る耐久レースやラリーでは、さらに強力なヘッドライトを装着することが認められる場合もある。また公道と同じくパッシングやウィンカーを他車への合図に用いることもある。
フォーミュラカーではヘッドライトは装着しない。ただし雨天でも前方車が視認できるよう、リアにランプが装着される。
照明器具の十分に整ったオーバルコースで開催され、雨天では必ず中断されるストックカーレースでは、前後の灯火類をシールなどの装飾で済ませ、外観だけ市販車に似せている。
燃料
多くのカテゴリ（WEC、スーパーフォーミュラ、ラリー系競技など）では一般に市販されているものと同じガソリンを使用するが、F1では石油会社との提携により、エネルギー密度を高めた専用のガソリンを開発している。インディカーやストックカー・ブラジルなど穀物のよく取れる南北アメリカのレースでは昨今の環境意識の高まりに合わせ、同地で生産されるバイオエタノールを100％にした燃料にするケースが増えており、近年はWRC（ラリー1規定）や世界ラリーレイド選手権（グループT1+規定）、SUPER GT（GT500クラス）でもバイオ燃料が義務付けられるなど、環境意識の高まりとともに変化が起きている。EVレースでは、ディーゼルエンジンで発電した電気を使用する事が多い。
燃費
給油の回数・時間の削減や軽量化の観点から、レーシングカーにおいても燃費が良いことは重要事項である。しかし基本的には速さを追求しているため、市販車に比べると燃費はすこぶる悪い。2014年以降ハイブリッドカー化され、一説には熱効率50％に達したとされるF1マシンであるが、300kmのコース距離に対して105kg（≒140L）の燃料制限であることから、燃費はせいぜい2km/L前後と考えられている。日本のSUPER GTのGT500・300もそれと大きく変わらないため、トップカテゴリはおよそその程度の燃費と予想できる。あまりに大排気量の車両や、一切燃費を考慮しない車両は0.5km/lやそれ以下の場合もある。
市販車と同じエンジンやパワーユニットを用いたレーシングカーは市販車と同程度の燃費で走ることは理論上可能であるが、ライバルよりも速く走らせる必要があるため、実際の燃費はその分悪化する。市販車のカタログ記載値と同等以上の燃費を記録できるのは、燃費を競う特殊ルールの場合に限られる。
価格
プライベーター（個人参戦者）に販売されるタイプのレーシングカーは、市販車から数千万円単位で異なる場合もある。グループGT3は最も顕著で、例えば日産・GT-R NISMO（2018年版）は市販車が1023万円～なのに対し、GT3仕様は6000万円と実に5000万円もの差がある。
逆に市販車に近いヤリスカップのトヨタ・ヤリスは、市販車（6速MTモデル）の最廉価グレードが154万円に対し、安全装備やレース用パーツを追加したレーシングカー仕様は217万円とその差は70万円程度に収まっている。このようにレースのレベルによってその差の大小に違いはあるが、いずれも市販車よりは高額なものとなっている。
耐久性
市販車では考えられないような速度で週末に何時間も走り回るレーシングカーだが、車体（特にモノコック）に関しては意外と耐久性は高く、数シーズン単位で用いる場合も珍しくない。ただしそれ以外のパーツ（エンジン、ブレーキパッド、サスペンションなど）については消耗品であるため、数レースもしくは1レースでの交換が基本である。トップレベルのレーシングカーは、レースが終わるたびに車体とエンジンをバラバラに解体し、消耗しているものがないかを厳しくチェックしている。もちろんひとたび大きなクラッシュやトラブルなどがあれば、たった1レースで数千万円もの車体を買い換えなければならなくなってしまうこともよくある。
公道の走行について
日本の法律では特に「レーシングカー」の走行を禁止する項目は無いが、国際自動車連盟(FIA)などの競技団体は競技車両を公道規則に合致することを求めていない、又は、公道規則に反した競技規定を求めている。このため基本的に公道を走行できないと考えたほうがよい。公道を合法的に走行できるレーシングカーは「ストリートリーガル」と呼ぶ。多種の車両の記録が比較できる単純な競技（ゼロヨンなど）では、そのような車両による記録を別に扱うこともある。
ただしラリーやラリーレイドなど、競技の一環として公道を走るものもある。これらはその地域（国や州など）の法令等に沿った保安部品やナンバープレートを装備し、排ガス基準もクリアしなければならない。公道を走っている際に速度違反や危険走行を行うと、たとえ競技中であろうと逮捕されることもあり、最悪の場合は拘留され棄権を余儀なくされる。
競技によっては86/BRZレースやD1ストリートリーガルなどナンバー付き車両での参加が前提のものもあり、そういった場合ではチューニングカーとほぼ同じものである。レース終了後公道を自走して自宅などの拠点に帰る場合はもちろん、競技によっては積載車両に乗せる場合でもマシンを公道規則に合致するように装備を戻すことが義務付けられている場合もあり、その点については技術規則をよく確認する必要がある。
最低生産台数
「市販車」と呼べるには、ある程度の数が実際に消費者に買えるものである（＝量産車である）必要がある。そのため市販車を改造するレーシングカーの規定では、ベースとする市販車に最低生産台数が義務付けられている。例を挙げるとグループAなどでは年間2,500台、LM-GTEでは年間250台の生産が条件となっている。レーシングカーにすることを前提に設計されて最低生産台数を満たした市販モデルは「ホモロゲーションモデル」と呼ばれる。
車マニアには市販車からほとんど改造しない状態のレーシングカーが好まれる傾向にあるが、市販車の時点で戦闘力が高い（＝高価で一般需要が少ない）ホモロゲーションモデルを量産しつつ採算を取ることは自動車メーカーにとって負担が大きいため、運営にとってもエントリーを集めづらい。そのため現在のツーリングカーレースやラリーのトップカテゴリは、安価で量産しやすい大衆車の骨格だけ残して全くの別物に改造するか、骨格すら用いず鋼管パイプフレームに市販車の外見をしたボディを被せるようなケースがほとんどである。
かつてのLM-GT1やJAF-GTにはわずか1台の公道車両の生産で（＝事実上の純レーシングカーとして）参戦許可を受けられる規定や、市販されることが前提で特別認可を受けたのに結局1台も発売されなかったスポーツカーなどが多数あり、こうしたケースはマニアの間でしばし物議を醸す。

## 競技・ジャンル別の名称
下記は代表的なジャンルであり、実際にはさらに多様なレーシングカーが存在する。

### フォーミュラカー

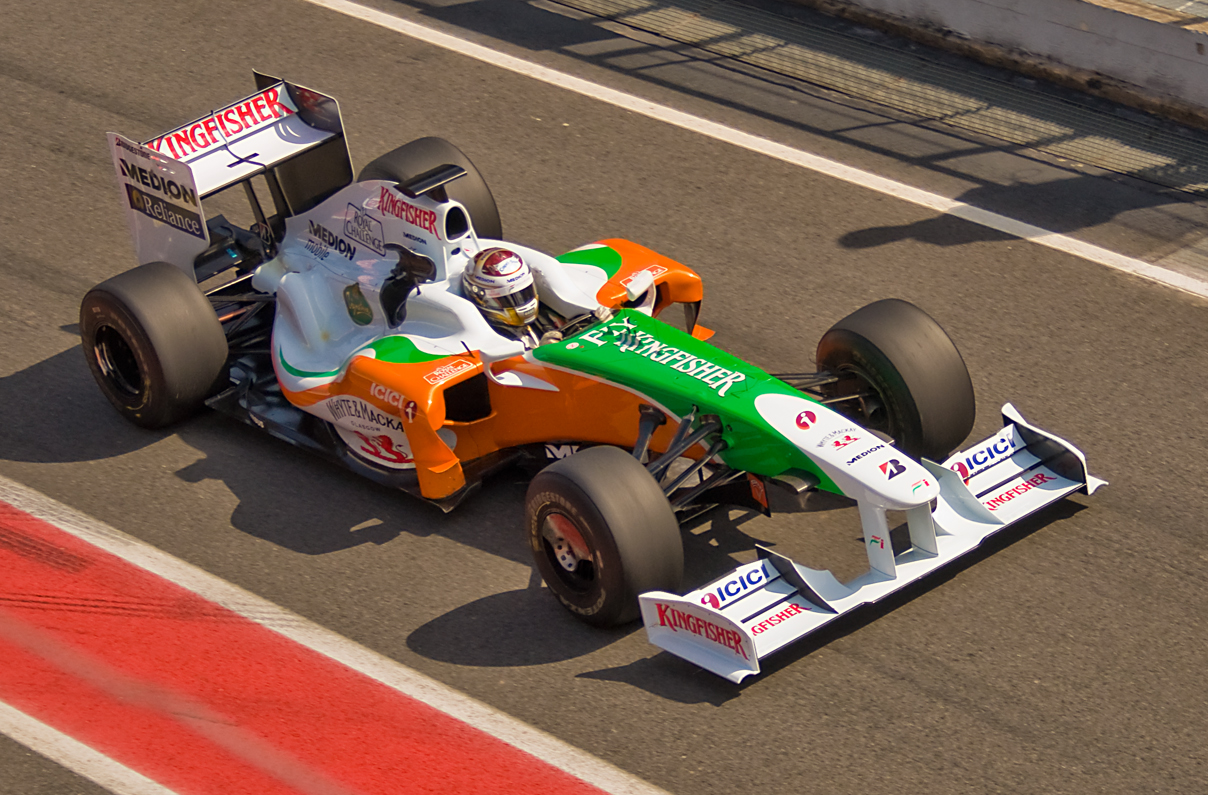
フォーミュラカーの例

F1カーに代表されるサーキット専用のレーシングカー。北米ではインディカーを含めて『オープンホイール』とも呼ばれる。速く走るために必要なもの以外は省いたフォルムをしており、タイヤやサスペンション、コックピットなど多くの構造をむき出しにしている。運転者は寝そべったような窮屈な姿勢を強いられるうえ、強烈なGにも晒されるため、30分から1、2時間程度のスプリントレースが主である。
軽さと空力を武器にあらゆるレーシングカーの中で最も速くコーナーを曲がれるメリットを持つが、運転者がむき出しなため重大事故も起きている。そのため、速度を抑える目的でたびたびレギュレーションが変更されるほか、近年は『Halo』と呼ばれる、運転者の頭部を保護するデバイスが取り付けられるようになってきている。

### グランドツーリングカー（GT）

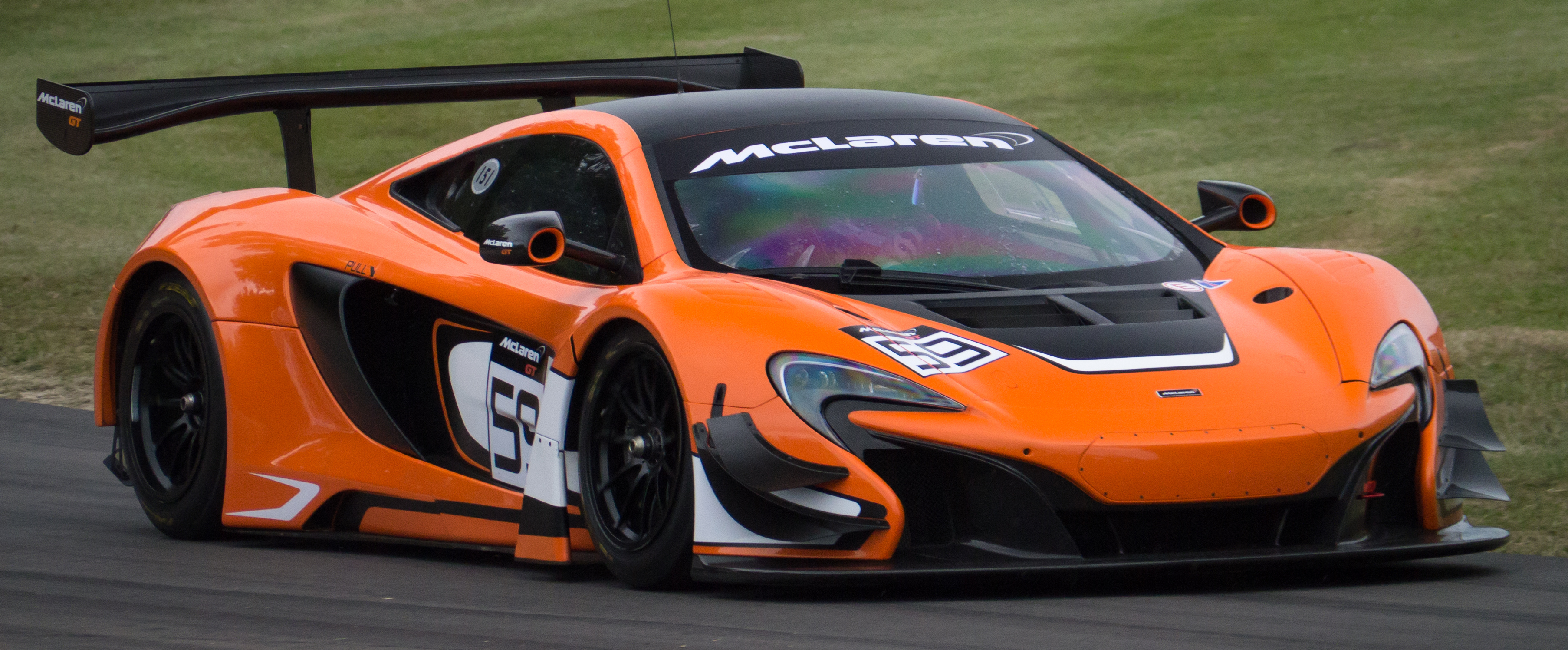
GTカーの例

2ドアの市販クーペを改造したレーシングカー。2019年現在クラス1、LM-GTE、GT3、GT4などの規則が盛んで、プロ・アマ問わず高い人気を誇る。
日本最大の人気を誇るSUPER GTもGTレースである。

### ツーリングカー

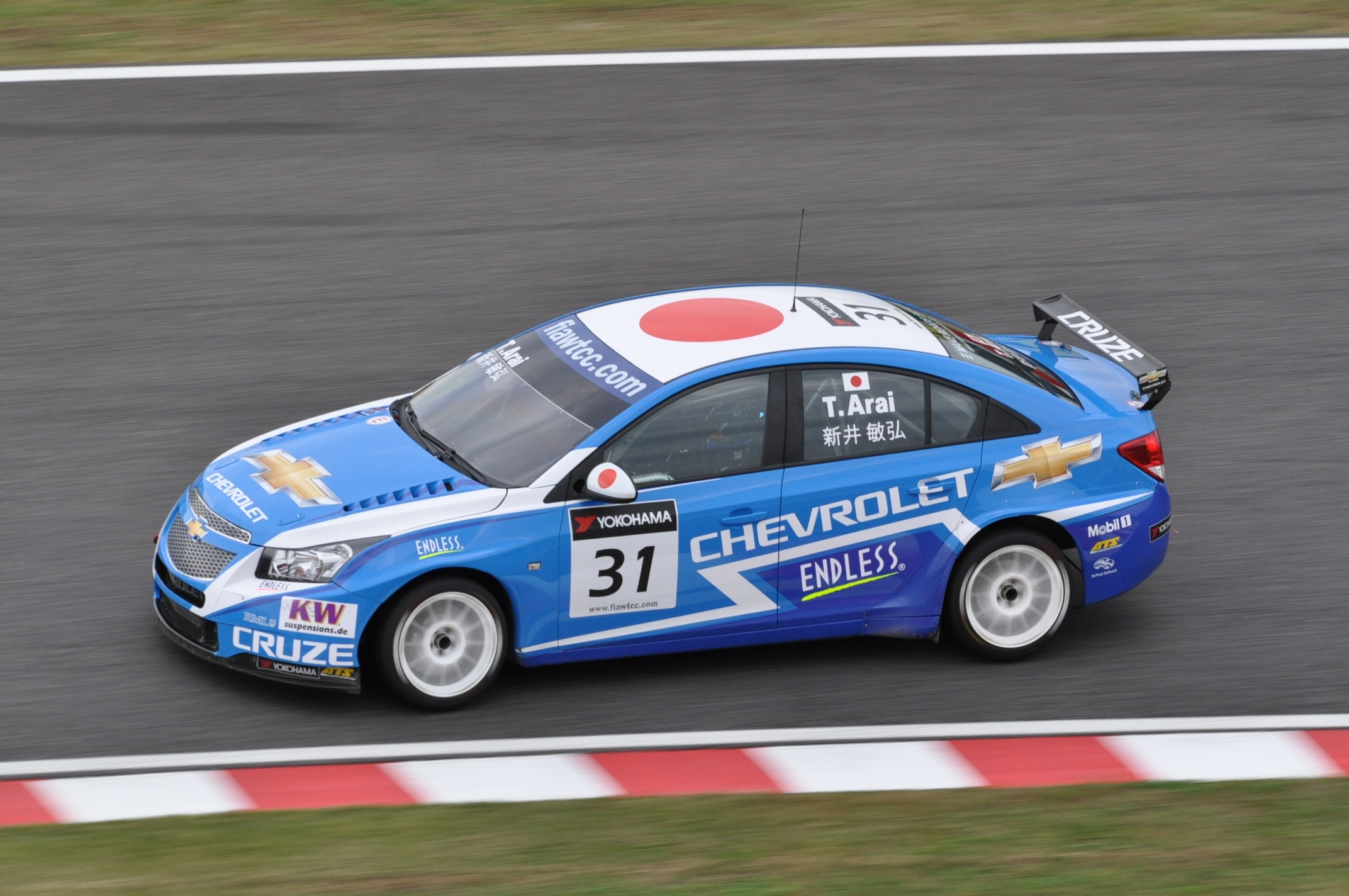
ツーリングカーの例

市販車を改造したレーシングカー。前述のGTカーも広義ではツーリングカーであるが、専門的には（特に前輪駆動の）4ドアセダンや5ドアハッチバックのレーシングカーが特に「ツーリングカー」と呼ばれる。
エントリー台数が市販車の事情に直接左右されるため規則の興亡が激しく、1980年代グループA、1990年代にスーパーツーリング、2000年代にスーパー2000といった規則が生まれては消えていった。2015年以降はTCR規定が世界で隆盛を誇っている。

### プロトタイプカー

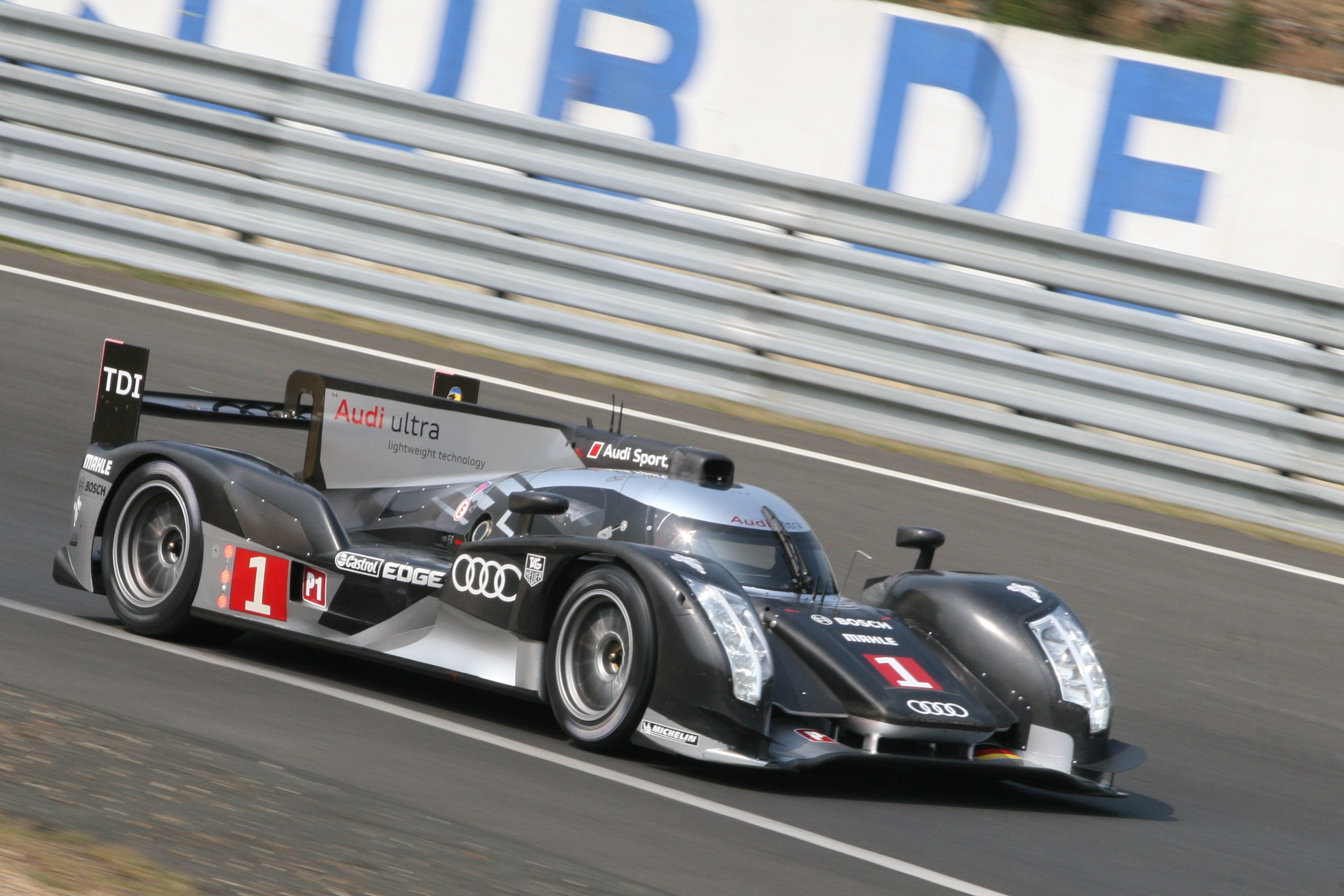
プロトタイプカーの例

『プロトタイプスポーツカー』『スポーツプロトタイプ』『プロトタイプレーシングカー』などの表記揺れがある。FIA 世界耐久選手権（WEC）/ル・マン24時間レース、IMSA/デイトナ24時間レースなどで総合優勝を争うクラスに採用される、耐久レース向けのレーシングカー。俗に「ル・マンカー」などと呼ばれることもある。
フォーミュラカーと比べるとコーナリングの速さでは敵わないが、運転姿勢は楽でエアコンや灯火類も装備しているため、長時間の運転が可能である。また現代のフォーミュラカーの駆動レイアウトが完全にMRのみなのに対し、プロトタイプはFRやFF、4WDなども規則上は可能で、比較的自由度が高い。
もともとはグランドツーリングカーの派生で、市販車モデルを発売することを前提に試作車（＝プロトタイプ）も参戦できる、という規則を採用したのがルーツである。このためプロトタイプとグランドツーリングカーが混走するレースをまとめてスポーツカーレースと呼ぶ。現代のプロトタイプは基本的に市販車と関係ないサーキット専用として開発されるが、自動車メーカーのワークス・チーム向けのクラスではベースとなる公道モデルを少量生産することが規則で求められる場合もある。
2022年現在はWECのLMハイパーカーやLMP1～3、北米のLMDh規定などが知られている。

### ラリーカー

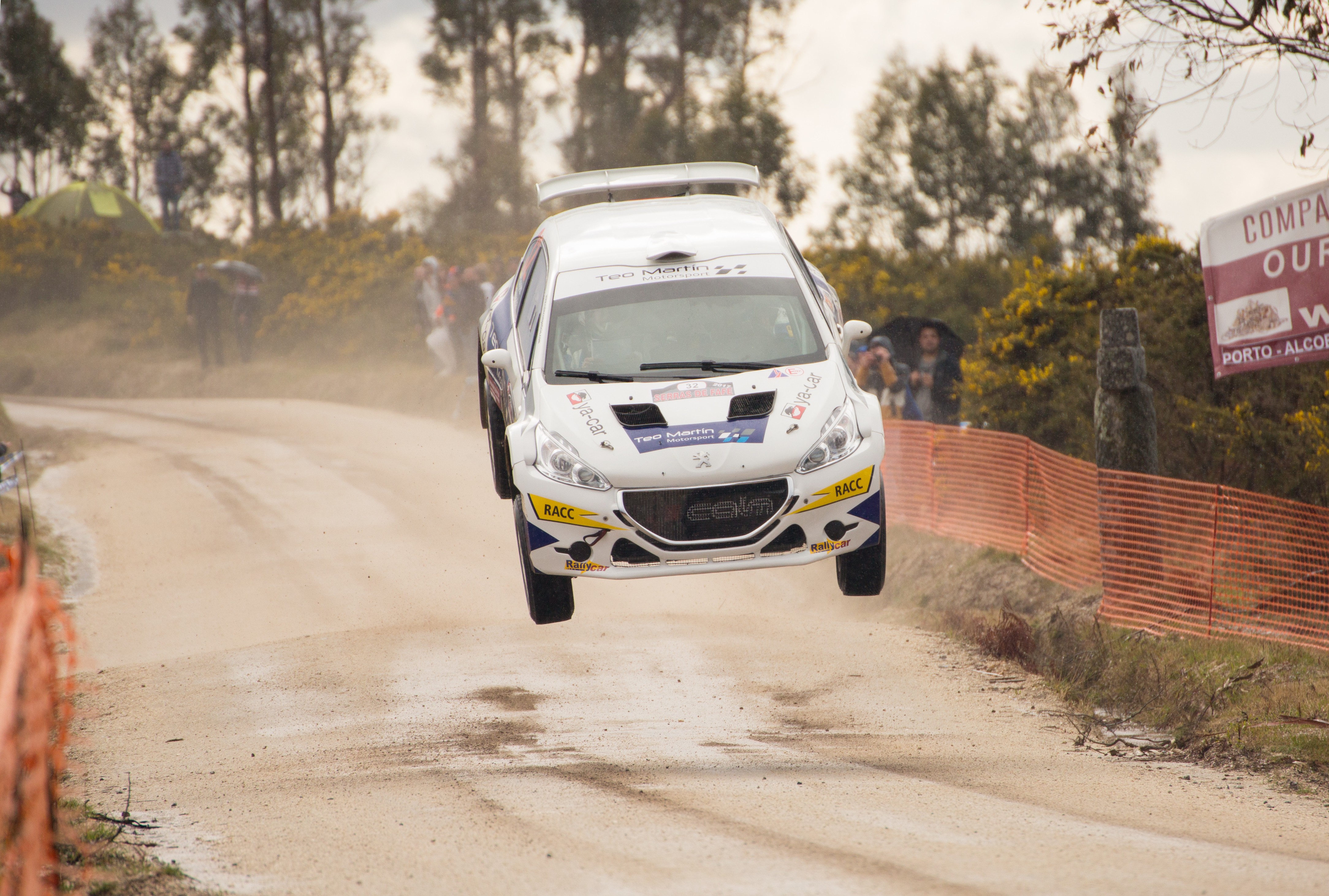
ラリーカーの例

ラリーで用いられる、主に市販乗用車を改造したレーシングカー。ラリーは競技中に『リエゾン』と呼ばれる公道区間を走行することが義務付けられているため、数あるレーシングカーでは珍しく、公道規則に必ず合致することが求められる。過去にはグループB・A・N、スーパー2000などが人気を集めた。現在は世界ラリー選手権（WRC）ではラリー1、それ以外ではグループRallyが主流である。
ラリー用車両は一般にレーシングカーに分類されるが、「国際自動車連盟」(FIA)やその傘下の『日本自動車連盟』(JAF)など自動車連盟では、ラリーはレースには含まないため、「ラリーカー」と呼ばれる。

### クロスカントリーカー
ラリーレイドで用いるレーシングカー。

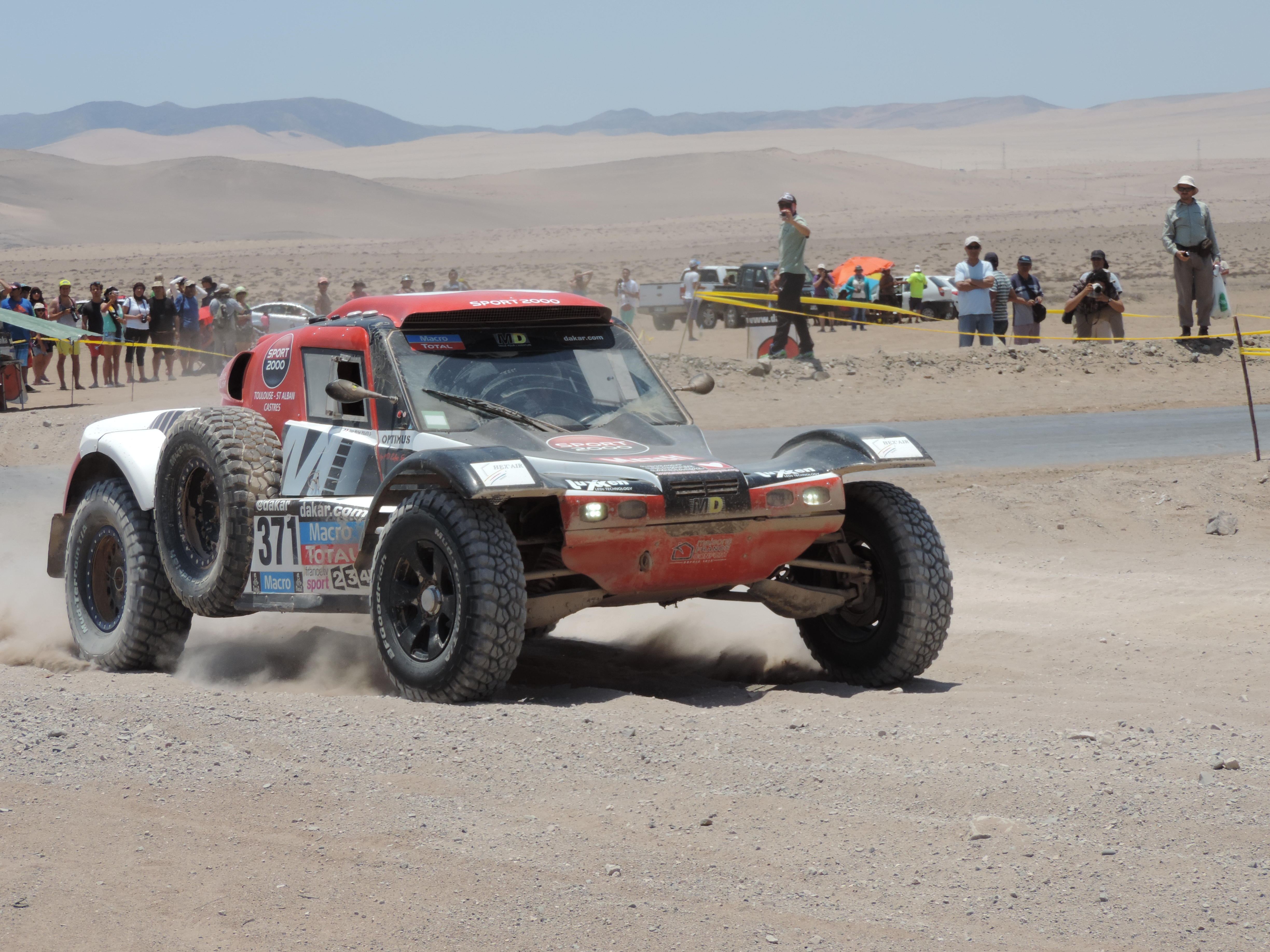
クロスカントリーカーの例

ラリーと競技の形式や環境に被りが多いこともあり、俗に『ラリーカー』とひとまとめに呼ばれることもあるが、ラリーが基本的には街中でよく見かけるようなモノコック構造の小型乗用車を用いるのに対し、ラリーレイドではラダーフレーム構造の本格的SUVやトラック、バギーカーなど多様である。
FIAのグループT規定の下に、各種クロスカントリーカーがまとめられている。

### ストックカー

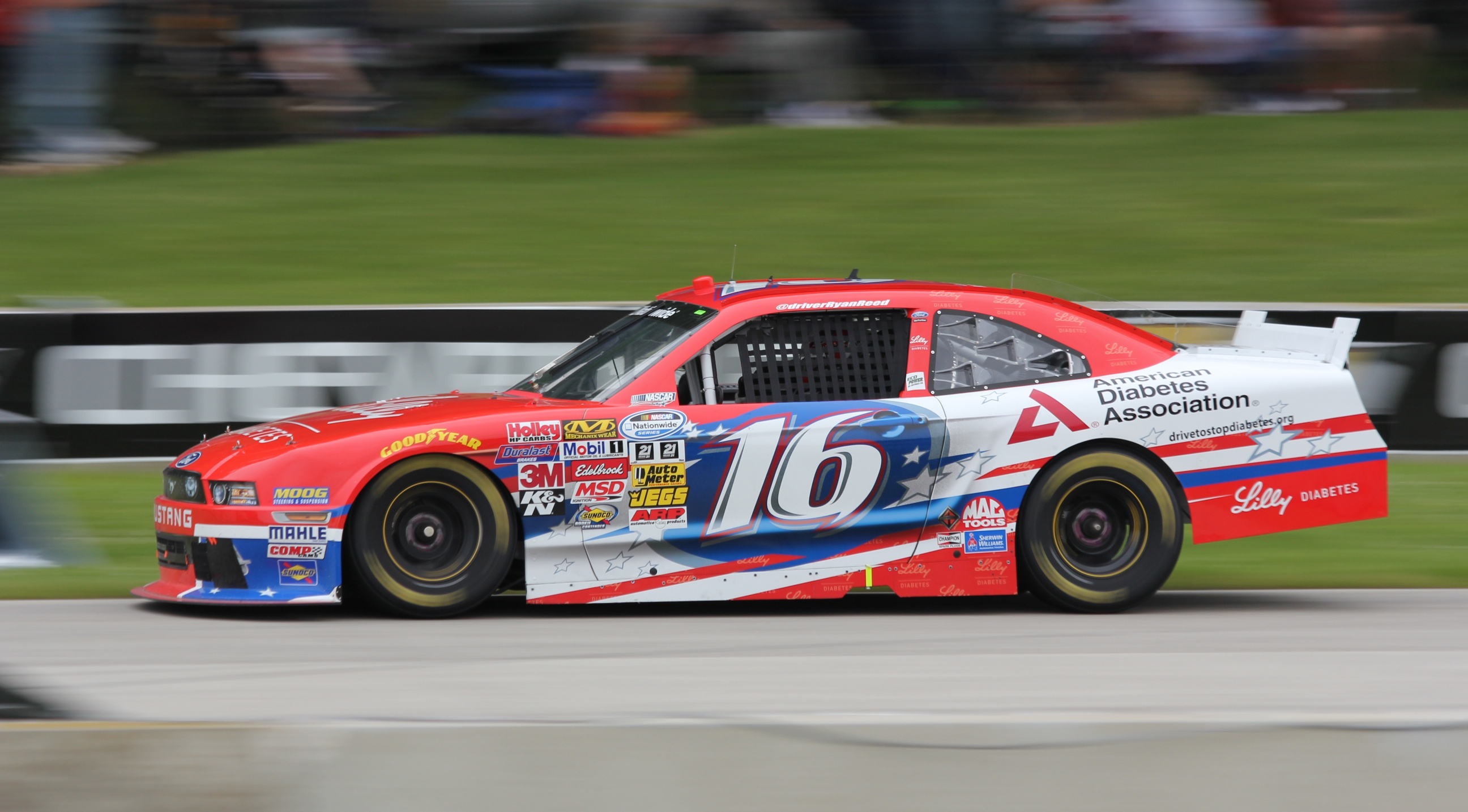
ストックカーの例

NASCAR、スピードカー・シリーズなど、南北アメリカ大陸やオセアニアで用いられているレーシングカー。一見するとツーリングカーと同じであるが、ツーリングカーが骨格やドアなどなんらかの部分で市販車由来のものを使用しているのに対し、ストックカーは運営に定められた競技専用ボディに、市販車に似せたペイントをしているだけである点が異なる。
「ストックカー（Stock Car）」の原義は「市販車」であり、名が体を表していない、という点ではプロトタイプと同じである。

### スプリントカー

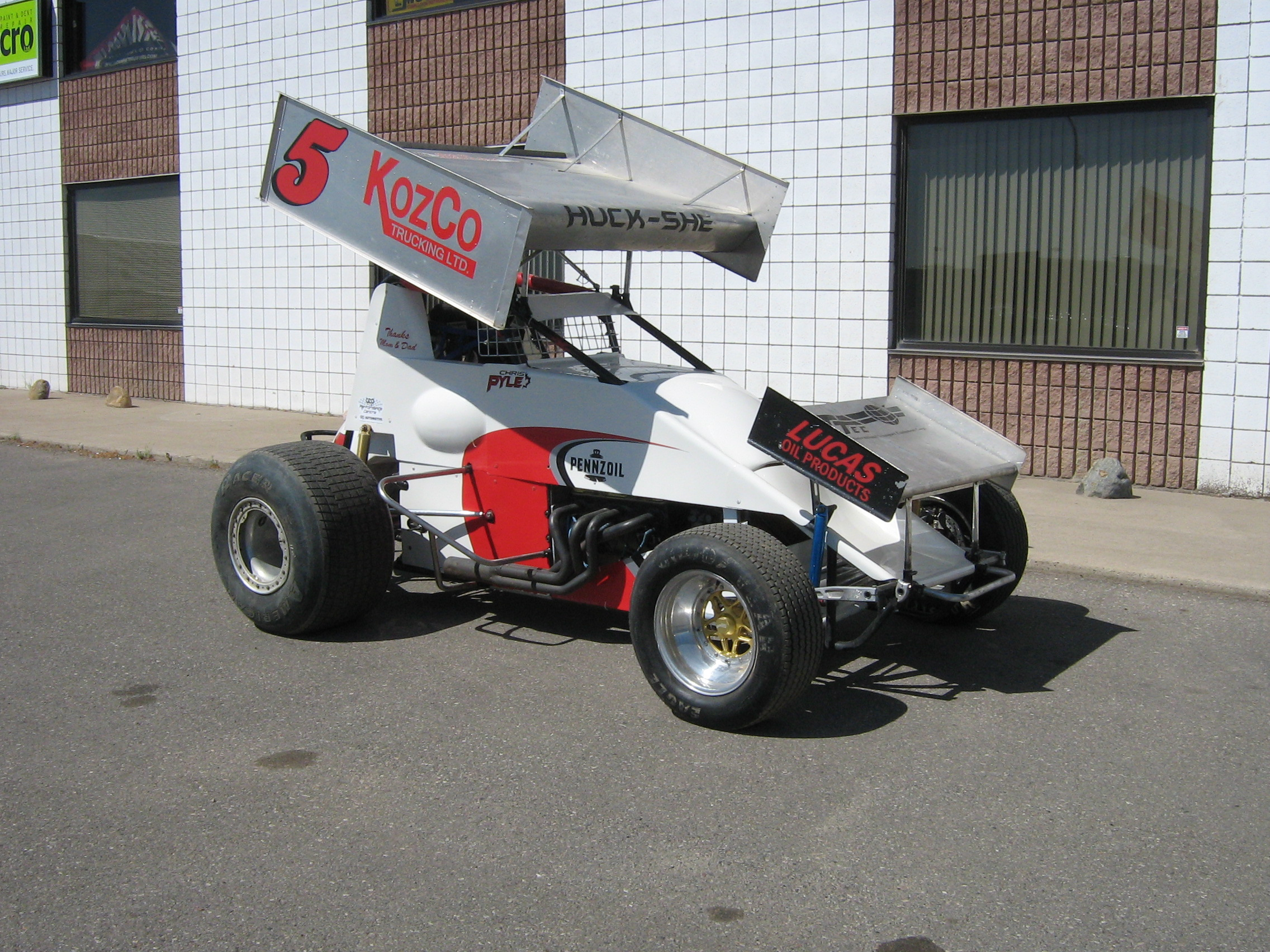
スプリントカーの例

アメリカ大陸やオセアニアで盛んな、ダート路面のオーバル（シンプルな楕円形の）サーキットで用いられるレーシングカー。派手なウィングが特徴だが、ウィングがついていないスプリントカーも存在する。

### ドリフトカー（ドリ車）

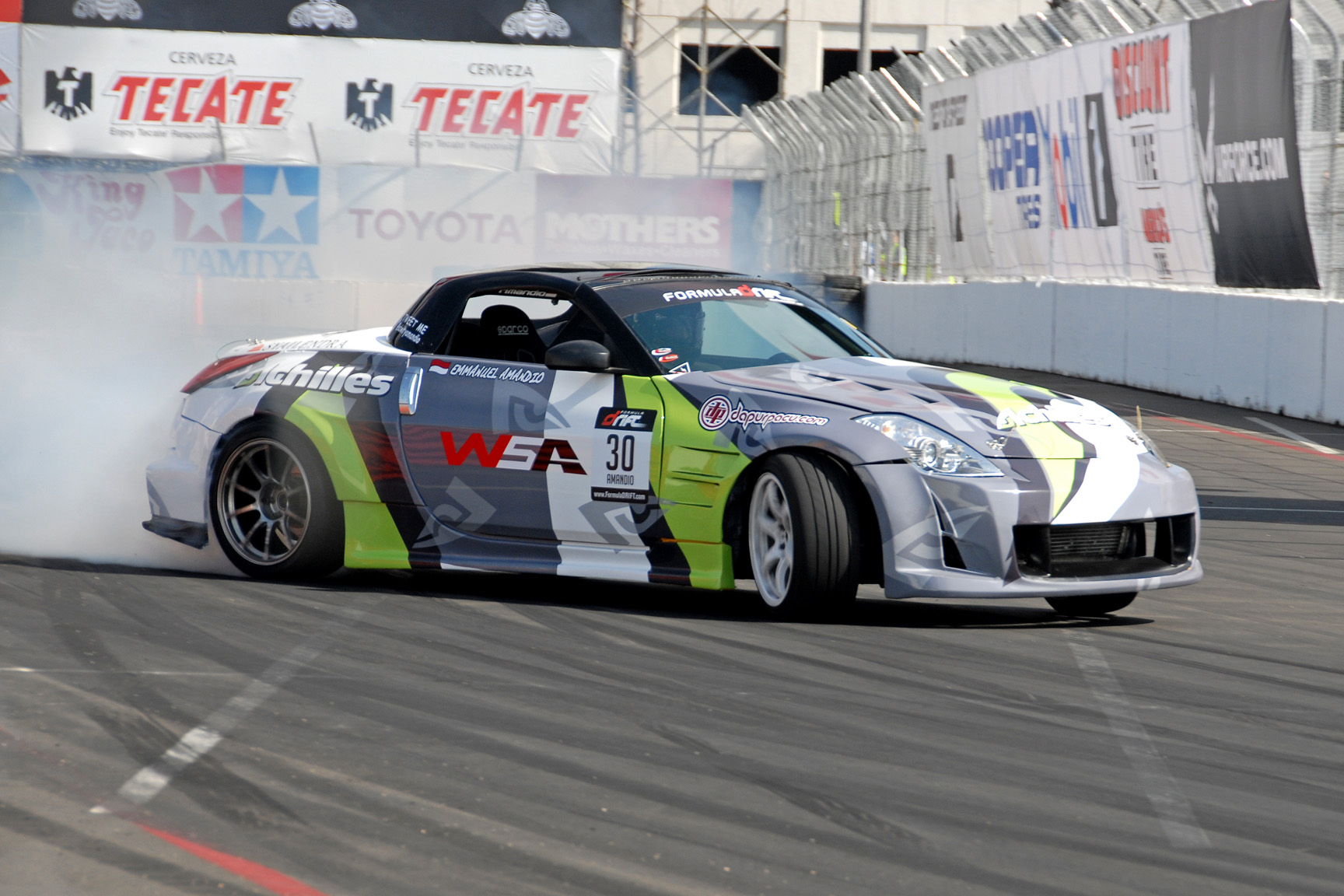
ドリ車の例

ドリフト競技で用いられる車両だが、ドリフト走行は速さを競うものではないため、厳密にはレーシングカーではない。運営が各車の速さを均衡させる必要がなく、他のレーシングカーに比べるとかなり規則が緩く、フォーミュラ・ドリフトやD1グランプリなどのトップカテゴリでは、市販モデル（ストックモデル）の倍ほどもある排気量のエンジンに換装するなどの魔改造が施されることが多い。また、前輪のキャンバー角を大きくネガティブ側にセットするのも特徴である。

### ドラッグカー

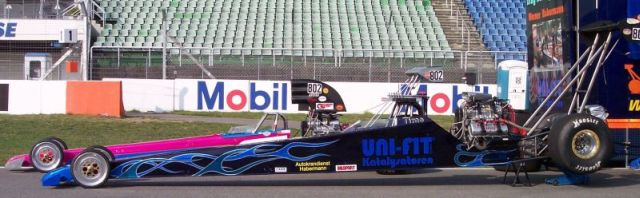
ドラッグスターの例

ドラッグレースで用いられるレーシングカー。フォーミュラカーのようにあらゆる無駄をそぎ落とした『ドラッグスター』(ディガーとも)、市販車を魔改造した『ファニーカー』など幾つかの種類がある。

### レーシングカート

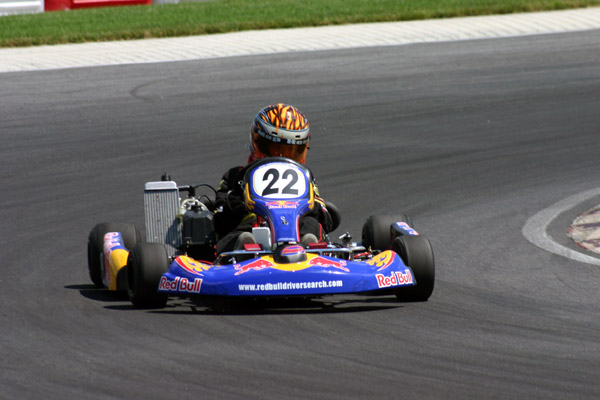
レーシングカートの例

最も小さなレーシングカーで、若手育成やアマチュアがメイン。レース以外に遊園地のゴーカートのような娯楽にも使われる。

### 改造トラクター
フォーミュラ・トラックで用いられる改造トラック。